# مجرة محدبة ضلعية
مجرة محدبة ضلعية هي نسخة محدبة لمجرة مجرة حلزونية ضلعية من الصنف SB0 في مخطط نسق هابل للمجرات لتصنيف المجرات.

## أمثلة
|  |  |  |

## إقراء أيضا
- مجرة محدبة غير ضلعية